# Арима, Инэко
Инэко Арима (яп. 有馬稲子  Арима Инэко), настоящее имя — Морико Наканиси (яп. 中西盛子  Наканиси Морико) — родилась 3 апреля 1932 года в городке Икеда, уезд Тоёно, префектура Осака — японская актриса кино, театра и музыкальных ревю. Была одной из самых популярных звёзд кинокомпании «Сётику» во второй половине 1950-х — первой половине 1960-х, сыграв среди прочего в двух кинолентах выдающегося мастера режиссуры Ясудзиро Одзу. Снималась также в фильмах других мастеров экрана: Тому Утиды, Масаки Кобаяси, Тадаси Имаи.

## Биография

### Ранние годы
Её настоящее имя — Морико Наканиси. Она родилась в небольшом провинциальном городке Икеда (префектура Осака). Поскольку отец девочки был коммунистом, его преследовали власти, и он подался в бега. Когда Морико было 4 года, её мать, не выдержав постоянной слежки за их домом, решила увезти дочь к сестре мужа в Пусан (Корея). Там девочка провела юные годы, воспитанная тёткой, которая заменила ей мать. Своих детей у тёти не было, и она любила приёмную дочь как родную. В Пусане, в первые военные годы девочка начала заниматься танцами. Поле окончания Второй мировой войны вернулась в Японию и обосновалась в Осаке, где к тому времени жили её родители. Окончив среднюю школу в 1948 году умеющая неплохо танцевать шестнадцатилетняя девушка по совету друзей пошла учиться в музыкальную школу при ревю Такарадзука. Она была одной из 69 поступивших, хотя претендентов было 943 человека. На следующий год одарённая выпускница перешла в танцевальную труппу этого знаменитого ревю. Красивая девушка сразу же стала популярной звездой танцевальных шоу и взяла себе сценический псевдоним Инэко Арима. Под этим именем она дебютировала в кинематографе и стала известна широкой публике на протяжении всей своей карьеры.

### Карьера в кино
В 1951 году режиссёр Мотоёси Ода подыскивал исполнительницу на одну из центральных ролей в своём фильме «Госпожа Такарадзука». Как видно из названия, события в фильме разворачиваются вокруг театра-ревю Такарадзука. И постановщик естественно посетил ревю, чтобы найти свою героиню. Свой выбор он остановил на Инэко Арима, хотя задействовал в съёмках в небольших ролях и некоторых других танцовщиц театральной труппы. Так Арима впервые окунулась в мир кино. После съёмок в том же году ещё в двух кинолентах («Мелодия трясогузки» и «Песня молодого человека») Инэко Арима распрощалась с ревю Такарадзука, решив делать карьеру в кинематографе. В январе 1952 года молодая киноактриса подписала однолетний эксклюзивный контракт с кинокомпанией «Тохо», который впоследствии ежегодно продлевала. В её первой работе на студии «Тохо», в фильме «Девушка-подсолнечник» партнёром молодой актрисы был популярный Тосиро Мифунэ. В «Тохо» Инэко Арима работала до 1955 года, снявшись у таких признанных мэтров кинорежиссуры, как Микио Нарусэ («Поздние хризантемы», 1954) и Кон Итикава («Любовники», 1953, «Всю меня» и «12 глав о женщинах» — оба 1954).
По настоящему значимые роли, принёсшие актрисе признание, последовали после того, как в 1955 году Инэко Арима перешла в крупнейшую на тот момент из японских кинокомпаний «Сётику». Трагическая роль танцовщицы Сидзуко в драматическом фильме «От сердца к сердцу» (1955), поставленном режиссёром Миёдзи Иэки была одной из первых крупных удач актрисы в «Сётику». Из десятка работ 1956 года критики особо выделяют три роли: взбалмошной секретарши Мотоко в фильме «Источник» (реж. Масаки Кобаяси), странной деревенской девушки Нобу Хираямы в «Следах женских ног» (реж. Минору Сибуя) и студентки Рюко Аясэ в киноленте «Белая рыба-демон» (реж. Нобору Накамура).
Во второй половине 1950-х актриса дважды снималась у выдающегося Ясудзиро Одзу (роли Акико Сугиямы в «Токийских сумерках», 1957, и Сэцуко Хираямы в «Цветах праздника Хиган», 1958).
В этот период Инэко Арима входила в тройку самых популярных звёзд кинокомпании, наряду с Кэйко Киси и Тикагэ Авасимой. После отъезда Кэйко Киси во Францию и ухода Тикагэ Авасимы для работы на других студийных площадках, Арима какое-то время была одна на звёздном олимпе. Но, свято место пусто не бывает, и вскоре пришедшая в «Сётику» из «Тохо» Марико Окада составила ей конкуренцию.
В 1958 году мастер социального кино Тадаси Имаи пригласил актрису на главную роль в жёстком и реалистичном дзидайгэки «Барабан в ночи». Здесь Инэко Арима сыграла жену самурая, уступившую домогательствам барабанщика, у которого она брала уроки, в то время как муж находился на службе. Роль казнённой мужем Отанэ относится к числу наиболее интересных работ актрисы.
Актрису очень высоко ценил режиссёр Масаки Кобаяси, у которого она снималась неоднократно и среди лучших актёрских работ Инэко Аримы роли в его кинолентах: В «Чёрной реке» (1957) актриса проникновенно исполнила роль официантки Сидзуко, влюблённой в студента, но будучи обесчещенной, не решающейся даже заговорить с любимым. В первом фильме монументальной антимилитаристской трилогии «Удел человеческий» (1959) она предстала в образе гордой, но несчастной проститутки-китаянки Сюнран Йо, пережившей смерть возлюбленного.
В апреле 1960 года Инэко Арима подписала новый эксклюзивный контракт с «Сётику», по условиям которого ей предоставлялось право кроме работы в этой компании ежегодно сниматься в двух фильмах других студий. С апреля по середину мая Арима ездила в Европу. Вернувшись в Японию актриса снялась в оригинальной ленте Нобору Накамуры «Волновая башня» (1960, роль Ёрико) и в популярной криминальной драме Ёситаро Номуры «Нулевой фокус» (по роману Сэйтё Мацумото, 1961, роль Хисако).
Запоминающиеся образы актрисой созданы в фильмах Кэйсукэ Киноситы (Сатико в «Лепестках на ветру» и Мидори в «Прощании с весной» — оба 1959), Тому Утиды (Цуруко в «Празднике озёр и лесов», 1958 и Умэкава в «Истории влюблённых в Нанива», 1959), Минору Сибуи (Сатико в «Модзу», 1961 и Сэцуко в «Пьянящих небесах», 1962), Сусуму Хани (Дзюнко в «Наполненной жизни», 1962), Кинуё Танаки (О-Гин сама в одноимённом фильме, 1962), Тадаси Имаи (Маки в «Повести о жестокости бусидо», 1963), Дайскэ Ито (Одай в «Князе Токугава Иэясу», 1965), Ёсисигэ Ёсиды (Макико в «Трактат: исповедь актрисы», 1971).
После 1965 года Инэко Арима в кино практически не снималась. За последующие годы участвовала всего в трёх фильмах, сосредоточившись главным образом на работе в театре и на телевидении. Её первый театральный опыт относится к 1955 году, когда она начала выступать в постановке «Одинокая слепая певица Орин» (по Цутому Минаками), с которой за полвека своей последующей жизни объёздила всю Японию, выезжала с ней и за пределы страны (сделано 684 представления). С 1965 года примкнула к театральной труппе «Мингэй», руководимой актёром и режиссёром Дзюкити Уно, где играла в основном в музыкальных спектаклях. В 1980 году Арима сыграла в пьесе «Прощай, Деян Доан», за которую была удостоена множества театральных наград.

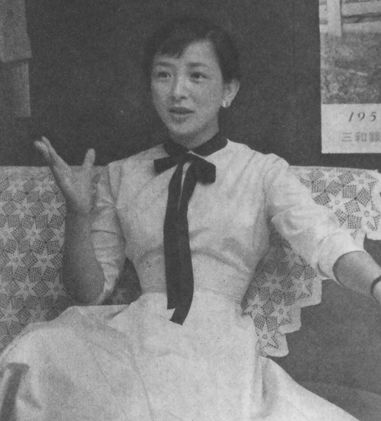
Фото из еженедельника Asahi gurafu от 29 июня 1955 года

В 1995 году вышли мемуары актрисы, озаглавленные «Дни страданий и роз», в которых она откровенно поделилась секретами своей жизни. В 2010 году газета «Нихон кэйдзай симбун» публиковала на своих страницах из номера в номер в течение месяца её воспоминания, озаглавленные «Моя биография».
За 14 лет активной работы в кинематографе (с 1951 по 1965 гг.) Арима не получила ни одной престижной национальной кинопремии, зато в её активе множество театральных наград, а также медаль Почёта с пурпурной лентой и орден Драгоценной Короны IV степени.
17 июля 2013 года в Большом театре Такарадзука Инэко Арима присутствовала в качестве почётного гостя на церемонии празднования 100-летнего юбилея музыкальной школы Такарадзука.
В настоящее время Инэко Арима живёт уже более десяти лет в элитном доме для престарелых в Йокогаме. В этом кондоминиуме проживает 500 человек, которым обеспечен сестринский уход. На досуге Инэко Арима любит ухаживать за цветами в саду на прилегающей к дому территории. Время от времени даёт согласие на съёмки в ТВ шоу. Последняя её работа на малом экране — роль Синобу Ойкавы в 140-серийной мыльной опере «Мирный дом» (2017), в которой также снимались такие звёзды японского кино и телевидения, как Кодзи Исидзака, Рурико Асаока, Марико Кага, Тацуя Фудзи, Каору Ятигуса и др.
Последнюю роль в кино сыграла в фильме 2019 года «Мастер похорон».

### Личная жизнь
В 1950-е годы у Инэко Аримы был любовный роман с женатым на тот момент кинорежиссёром Коном Итикавой (он старше её на 17 лет), от которого актриса забеременела и сделала аборт. Об этом романе актриса сама рассказала в своих мемуарах, правда, не назвав имени своего возлюбленного. Тем не менее, журналистам это имя было давно известно: слишком много было публикаций в жёлтой прессе об их романе.
На съёмках фильма «История любви в Нанива» Инэко Арима влюбилась в своего партнёра, актёра Кинносукэ Накамуру, за которого вышла замуж два года спустя. Пара зарегистрировала свой союз 27 ноября 1961 года. На свадьбе было более 1000 гостей, и торжество обошлось молодожёнам в 160 000 иен. Высота свадебного торта составляла 2 метра. Среди почётных гостей на свадьбе присутствовали писатель Ясунари Кавабата, актёры Окава Хасидзо II и Кэйко Киси. Все эти цифры и факты говорят о звёздном статусе Аримы и Накамуры в японской киноиндустрии. Отец Накамуры подарил молодожёнам 200 цубо земли, на которой был построен особняк площадью 150 цубо. Тем не менее, семейные ссоры и бытовые проблемы убили этот брак и супруги, прожив вместе три года и семь месяцев, решили разойтись.
В 1969 году Инэко Арима вновь вышла замуж за бизнесмена Сабуро Кавамуру, управляющего компанией по сделкам с недвижимостью. К концу 1970-х гг. его компания обанкротилась, Арима много работала пытаясь помочь супругу, но примерно чрез пять лет брак распался в феврале 1983 года. «Это было невыносимо, он не мог даже прикоснуться к женщине, потому что, несмотря на то, что был жизнерадостным человеком, но не мог спокойно наблюдать как труд всей его жизни разрушается. Это было тяжело для меня и явилось причиной нашего расставания… Когда я осталась одна, я думала, что это даже к лучшему (быть разведённой), но теперь мне немного одиноко. Я хотела бы иметь ребёнка. Мне очень жаль», — из сказанного актрисой на пресс-конференции. Ни в том, ни в другом браке у актрисы не было детей.

## Награды
- За заслуги в области искусства театра и кино в 1995 году актрисе была вручена медаль Почёта с пурпурной лентой[4].
- В 2003 году Инэко Арима была удостоена ордена Драгоценной Короны IV степени[4].

## Фильмография
| Избранная фильмография актёрских работ в кино и на телевидении Инэко Аримы | Избранная фильмография актёрских работ в кино и на телевидении Инэко Аримы | Избранная фильмография актёрских работ в кино и на телевидении Инэко Аримы | Избранная фильмография актёрских работ в кино и на телевидении Инэко Аримы | Избранная фильмография актёрских работ в кино и на телевидении Инэко Аримы | Избранная фильмография актёрских работ в кино и на телевидении Инэко Аримы | Избранная фильмография актёрских работ в кино и на телевидении Инэко Аримы |
| Год                                                                        | Русское название                                                           | Оригинальное название                                                      | Название на ромадзи                                                        | Английское название в международном прокате                                | Режиссёр                                                                   | Роль                                                                       |
| -------------------------------------------------------------------------- | -------------------------------------------------------------------------- | -------------------------------------------------------------------------- | -------------------------------------------------------------------------- | -------------------------------------------------------------------------- | -------------------------------------------------------------------------- | -------------------------------------------------------------------------- |
| 1950-е годы                                                                |                                                                            |                                                                            |                                                                            |                                                                            |                                                                            |                                                                            |
| 1951                                                                       | «Госпожа Такарадзука»                                                      | 宝塚夫人                                                                   | Takarazuka fujin                                                           | Lady Takarazuka                                                            | Мотоёси Ода                                                                | Сумирэ                                                                     |
| 1951                                                                       | «Мелодия трясогузки»                                                       | せきれいの曲                                                               | Sekirei no kyoku                                                           | The Song of the wagtail                                                    | Сиро Тоёда                                                                 | Юри Фудзикава                                                              |
| 1951                                                                       | «Песня молодого человека»                                                  | 若人の歌                                                                   | Wakōdo no uta                                                              | Song of a Young Person                                                     | Ясуки Тиба                                                                 | Кэйко                                                                      |
| 1953                                                                       | «Девушка-подсолнечник»                                                     | ひまわり娘                                                                 | Himawari musume                                                            | Sunflower Girl                                                             | Ясуки Тиба                                                                 | Сэцуко Фудзино                                                             |
| 1953                                                                       | «Мать и дочь»                                                              | 母と娘                                                                     | Haha to musume                                                             | Mother and Daughter                                                        | Сэйдзи Маруяма                                                             | Тэйко                                                                      |
| 1953                                                                       | «Профиль города»                                                           | 都会の横顔                                                                 | Tokai no yokogao                                                           | Profile of a City                                                          | Хироси Симидзу                                                             | Тосико                                                                     |
| 1953                                                                       | «Господин Счастье»                                                         | 幸福さん                                                                   | Kofuku-san                                                                 | Mr. Happiness                                                              | Ясуки Тиба                                                                 | Мисаки                                                                     |
| 1953                                                                       | «Любовники»                                                                | 愛人                                                                       | Aijin                                                                      | The Lovers                                                                 | Кон Итикава                                                                | Асано                                                                      |
| 1954                                                                       | «Ицуко и её мать»                                                          | 伊津子とその母                                                             | Itsuko to sono haha                                                        | Itsuko and Her Mother                                                      | Сэйдзи Маруяма                                                             | Ицуко Иба                                                                  |
| 1954                                                                       | «Всю меня» («Я весь»)                                                      | わたしの凡てを                                                             | Watashi no subete o                                                        | All of Myself                                                              | Кон Итикава                                                                | Рюи Кэндзо                                                                 |
| 1954                                                                       | «Поздние хризантемы»                                                       | 晩菊                                                                       | Bangiku                                                                    | Late Chrysanthemums                                                        | Микио Нарусэ                                                               | Сатико Судзуки                                                             |
| 1954                                                                       | «Любовь»                                                                   | 愛                                                                         | Ai                                                                         |                                                                            | Мицуо Вакасуги                                                             | Канако                                                                     |
| 1954                                                                       | «Летопись брака»                                                           | 結婚記                                                                     | Kekkonki                                                                   | Time of Marriage                                                           | Умэцугу Иноуэ                                                              | Рэйко Аоки                                                                 |
| 1954                                                                       | «12 глав о женщинах»                                                       | 女性に関する十二章                                                         | Josei ni kansuru jûni shô                                                  | Twelve Chapters on Women                                                   | Кон Итикава                                                                | Тиэри Саэгуса                                                              |
| 1955                                                                       | «Это произошло в Токио»                                                    | 川のある下町の話                                                           | Kawa no aru shitamachi no hanashi                                          | It Heppened in Tokyo                                                       | Тэйносукэ Кинугаса                                                         | Фусако Ёсида                                                               |
| 1955                                                                       | «Предложение о браке»                                                      | 息子の縁談                                                                 | Musuko no endan                                                            | Proposal of Marriage                                                       | Масахиса Сунохара                                                          |                                                                            |
| 1955                                                                       | «Весна счастья»                                                            | 泉へのみち                                                                 | Izumi e no michi                                                           | A Spring of Happiness                                                      | Масанори Какэхи                                                            | Кёко Хатано                                                                |
| 1955                                                                       | «Раковины и цветы»                                                         | 貝殻と花                                                                   | Kaigara to hana                                                            |                                                                            | Цунэо Табата                                                               | Марико Сэки                                                                |
| 1955                                                                       | «Токио — Гонконг: Свадебное путешествие»                                   | 東京←→香港 蜜月旅行                                                        | Tôkyô-Honkon mitsugetsu ryokô                                              | Tokyo-Hongkong Honeymoon                                                   | Ёситаро Номура                                                             | Кэйко Амамия                                                               |
| 1955                                                                       | «Где невеста?»                                                             | 花嫁はどこにいる                                                           | Hanayome wa doko ni iru                                                    | Where Is the Bride?                                                        | Ёситаро Номура                                                             | Маюми Масумэ                                                               |
| 1955                                                                       | «Каждый день новая жизнь»                                                  | 太陽は日々に新たなり                                                       | Taiyō wa hibi ni arata nari                                                | Every Day That New Life                                                    | Ёситаро Номура                                                             | Сиоко Мунаката                                                             |
| 1955                                                                       | «От сердца к сердцу»                                                       | 胸より胸に                                                                 | Mune yori mune ni                                                          | From Heart to Heart                                                        | Миёдзи Иэки                                                                | Сидзуко Миядзима                                                           |
| 1956                                                                       | «Источник»                                                                 | 泉                                                                         | Izumi                                                                      | Fountainhead                                                               | Масаки Кобаяси                                                             | Мотоко Саики                                                               |
| 1956                                                                       | «Следы женских ног»                                                        | 女の足あと                                                                 | Onna no ashi ato                                                           | A Woman’s Footsteps                                                        | Минору Сибуя                                                               | Нобу Хираяма                                                               |
| 1956                                                                       | «Белая рыба-демон»                                                         | 白い魔魚                                                                   | Shiroi magyo                                                               | The White Devil-Fish                                                       | Нобору Накамура                                                            | Рюко Аясэ                                                                  |
| 1956                                                                       | «Требование невесты»                                                       | 花嫁募集中                                                                 | Hanayome boshū-chū                                                         | Bride Wanted                                                               | Ёситаро Номура                                                             | Мидори Намики                                                              |
| 1956                                                                       | «В ясный день»                                                             | 晴れた日に                                                                 | Hareta hi ni                                                               | On a Fine Day                                                              | Хидэо Ооба                                                                 | Касуми Сакаи                                                               |
| 1956                                                                       | «Красный и зелёный» (фильм в двух частях)                                  | 朱と緑                                                                     | Shu to midori                                                              | Red and Green                                                              | Нобору Накамура                                                            | дочь Юки                                                                   |
| 1956                                                                       | «Здесь тихо»                                                               | ここは静かなり                                                             | Koko wa shizuka nari                                                       | It' s Quiet Here                                                           | Ёситаро Номура                                                             | Сугико Сэнда                                                               |
| 1956                                                                       | «До и после дождей»                                                        | つゆのあとさき                                                             | Tsuyu no atosaki                                                           | Before and After the Rains                                                 | Нобору Накамура                                                            | Цуруко, жена Киёки                                                         |
| 1956                                                                       | «Танец небоскрёбов»                                                        | 踊る摩天楼                                                                 | Odoru matenrō                                                              | The Dancing Skyscraper                                                     | Ёситаро Номура                                                             | Икутиё, гейша                                                              |
| 1957                                                                       | «Фарфоровый человек»                                                       | 白磁の人                                                                   | Hakuji no hito                                                             |                                                                            | Цуруо Ивама                                                                | Канако Судзуи                                                              |
| 1957                                                                       | «Токийские сумерки»                                                        | 東京暮色                                                                   | Tôkyô boshoku                                                              | Tokyo Twilight                                                             | Ясудзиро Одзу                                                              | Акико Сугияма                                                              |
| 1957                                                                       | «Ветер обдувает тело»                                                      | 体の中を風が吹く                                                           | Karada no naka o kaze ga fuku                                              |                                                                            | Ёсиро Кавадзу                                                              | Сасаго Окамото                                                             |
| 1957                                                                       | «47 ронинов»                                                               | 大忠臣蔵                                                                   | Dai Chûshingura                                                            | The 47 Ronin                                                               | Тацуо Оцонэ                                                                | Агури (Ёдзэйин)                                                            |
| 1957                                                                       | «Чёрная река»                                                              | 黒い河                                                                     | Kuroi kawa                                                                 | Black River                                                                | Масаки Кобаяси                                                             | Сидзуко                                                                    |
| 1958                                                                       | «Чёрная пыльца»                                                            | 黒い花粉                                                                   | Kuroi kafun                                                                | Black Pollen                                                               | Хидэо Ооба                                                                 | Ханаэ Тобэ                                                                 |
| 1958                                                                       | «Барабан в ночи» («Ночной барабан»)                                        | 夜の鼓                                                                     | Yoru no tsuzumi                                                            | Night Drum                                                                 | Тадаси Имаи                                                                | Отанэ, жена Никокуро                                                       |
| 1958                                                                       | «Этот проходящий мир полон демонов: Времена бедности семьи»                | 渡る世間は鬼ばかり ボロ家の春秋                                            | Wataru sekai wa oni bakari: Boroya no shunjū                               | This Passing World Is Full of Demons: Seasons of a Poor Family             | Нобору Накамура                                                            | Намико                                                                     |
| 1958                                                                       | «Сын»                                                                      | 坊っちゃん                                                                 | Botchan                                                                    | The Son                                                                    | Ёсиаки Бансё                                                               |                                                                            |
| 1958                                                                       | «Цветы праздника Хиган»                                                    | 彼岸花                                                                     | Higanbana                                                                  | Equinox Flower                                                             | Ясудзиро Одзу                                                              | Сэцуко Хираяма                                                             |
| 1958                                                                       | «Алый плащ»                                                                | 赤い陣羽織                                                                 | Akai jinbaori                                                              | The Scarlet Cloak                                                          | Сацуо Ямамото                                                              | Сэн, жена Дзинбэя                                                          |
| 1958                                                                       | «Праздник озёр и лесов» («Изгои»)                                          | 森と湖のまつり                                                             | Mori to mizuumi no matsuri                                                 | Festival of Lakes and Forests / The Outsiders                              | Тому Утида                                                                 | Цуруко Сэнги                                                               |
| 1959                                                                       | «Невеста высокого полёта»                                                  | 空かける花嫁                                                               | Sora kakeru hanayome                                                       | The High-Flying Bride                                                      | Ёсиаки Бансё                                                               | Марумэ Наномия                                                             |
| 1959                                                                       | «Лепестки на ветру»                                                        | 風花                                                                       | Kazabana                                                                   | Snow Flurry                                                                | Кэйсукэ Киносита                                                           | Сатико                                                                     |
| 1959                                                                       | «Люди ждут весну»                                                          | 春を待つ人々                                                               | Haru o matsu hitobito                                                      | People Awaiting Spring                                                     | Нобору Накамура                                                            | Акико Танигава                                                             |
| 1959                                                                       | «Удел человеческий» (Части I и II)                                         | 人間の條件 第１・２部                                                      | Ningen no joken I—II                                                       | The Human Condition I: No Greater Love                                     | Масаки Кобаяси                                                             | Сюнран Йо                                                                  |
| 1959                                                                       | «Несчастье»                                                                | いたづら                                                                   | Itazura                                                                    | Mischief                                                                   | Нобору Накамура                                                            | Юкико Идзюин                                                               |
| 1959                                                                       | «Прощание с весной» («Весенние птицы»)                                     | 惜春鳥                                                                     | Sekishun-chô                                                               | The Bird of Springs Past                                                   | Кэйсукэ Киносита                                                           | Мидори                                                                     |
| 1959                                                                       | «Опасная поездка»                                                          | 危険旅行                                                                   | Kiken ryokō                                                                | Dangerous Trip                                                             | Нобору Накамура                                                            | Тикако Мацудайра                                                           |
| 1959                                                                       | «История влюблённых в Нанива»                                              | 浪花の恋の物語                                                             | Naniwa no koi no monogatari                                                | Chikamatsu’s Love in Osaka                                                 | Тому Утида                                                                 | Умэкава                                                                    |
| 1960-е годы                                                                |                                                                            |                                                                            |                                                                            |                                                                            |                                                                            |                                                                            |
| 1960                                                                       | «Когда женщина любит» («Моя любовь»)                                       | わが愛                                                                     | Waga ai                                                                    | When a Woman Loves                                                         | Хэйноскэ Госё                                                              | Киё Мидзусима                                                              |
| 1960                                                                       | «Красная пыльца»                                                           | 朱の花粉                                                                   | Shu no kafun                                                               | Red Pollen                                                                 | Хидэо Ооба                                                                 | Кикуэ Касима                                                               |
| 1960                                                                       | «Белая скала»                                                              | 白い崖                                                                     | Shiroi gake                                                                | The Cliff / The White Cliff                                                | Тадаси Имаи                                                                | Кэйко Охаси                                                                |
| 1960                                                                       | «Человек, которого они боготворили»                                        | 鑑賞用男性                                                                 | Kanshō-yō dansei                                                           | The Man They Idolized                                                      | Ёситаро Номура                                                             | Рима Асия                                                                  |
| 1960                                                                       | «Волновая башня»                                                           | 波の搭                                                                     | Nami no tô                                                                 | Tower of Waves                                                             | Нобору Накамура                                                            | Ёрико Юуки                                                                 |
| 1961                                                                       | «Модзу»                                                                    | もず                                                                       | Mozu                                                                       | The Shrikes                                                                | Минору Сибуя                                                               | Сатико Окада                                                               |
| 1961                                                                       | «Нулевой фокус»                                                            | ゼロの焦点                                                                 | Zero no shôten                                                             | The Chase                                                                  | Ёситаро Номура                                                             | Хисако Танума                                                              |
| 1961                                                                       | «Никогда не умирай, мама!»                                                 | かあちゃんしぐのいやだ                                                     | Kaachan, shiguno iyada                                                     | Don’t Ever Die, Mama!                                                      | Ёсиро Кавадзу                                                              | мать                                                                       |
| 1961                                                                       | «Когда рассеиваются облака»                                                | 雲がちぎれる時                                                             | Kumo ga chigireru toki                                                     | As the Clouds Scatter                                                      | Хэйноскэ Госё                                                              | Сиэда                                                                      |
| 1961                                                                       | «Беги, Гента, беги!»                                                       | はだかっ子                                                                 | Hadakakko                                                                  | Run,Genta,Run!                                                             | Томотака Тадзака                                                           | Акико Такаги                                                               |
| 1962                                                                       | «Наполненная жизнь» («Целая жизнь»)                                        | 充たされた生活                                                             | Mitasareta seikatsu                                                        | A Full Life                                                                | Сусуму Хани                                                                | Дзюнко                                                                     |
| 1962                                                                       | «Пьянящие небеса»                                                          | 酔っぱらい天国                                                             | Yopparai tengoku                                                           | Drunken Heaven                                                             | Минору Сибуя                                                               | Сэцуко Тасиро                                                              |
| 1962                                                                       | «О-Гин-сама»                                                               | お吟さま                                                                   | Ogin-sama                                                                  | Love Under the Crucifix                                                    | Кинуё Танака                                                               | О-Гин                                                                      |
| 1963                                                                       | «Повесть о жестокости бусидо»                                              | 武士道残酷物語                                                             | Bushidô zankoku monogatari                                                 | Bushido, Samurai Saga                                                      | Тадаси Имаи                                                                | Маки, жена Сюдзо                                                           |
| 1965                                                                       | «Репы и морковки»                                                          | 大根と人参                                                                 | Daikon to ninjin                                                           | Radishes and Carrots / Mr. Radish and Mr. Carrot                           | Минору Сибуя                                                               | Нацуко                                                                     |
| 1965                                                                       | «Князь Токугава Иэясу»                                                     | 徳川家康                                                                   | Tokugawa Ieyasu                                                            | Lord Tokugawa Ieyasu                                                       | Дайскэ Ито                                                                 | Одай                                                                       |
| 1965                                                                       | «Жизнь Мухомацу»                                                           | 無法松の一生                                                               | Muhômatsu no isshô                                                         | Life of Matsu the Untamed                                                  | Кэндзи Мисуми                                                              | Ёсико Ёсиока                                                               |
| 1967                                                                       | «Ледяная стена» (ТВ сериал)                                                | 氷壁                                                                       | Hyōheki                                                                    |                                                                            | Таро Югэ                                                                   | Минако Ясиро                                                               |
| 1969                                                                       | «Небо и земля» (ТВ сериал)                                                 | 天と地と                                                                   | Ten to chito                                                               |                                                                            | Сакаэ Окадзаки, Мицуру Симидзу, Ясумаса Ясуэ                               | Мацуэ                                                                      |
| 1969                                                                       | «Солнце над Куробэ» (ТВ сериал)                                            | 天と地と                                                                   | Ten to chito                                                               | The Sands of Kurobe                                                        | Кэндзи Ёсида, Сэйдзюн Судзуки, Мицуо Вакасуги…                             |                                                                            |
| 1970-е годы                                                                |                                                                            |                                                                            |                                                                            |                                                                            |                                                                            |                                                                            |
| 1971                                                                       | «Земля-пустыня» (ТВ сериал)                                                | 砂漠の塩                                                                   | Sabaku no shio                                                             |                                                                            | Акира Иноуэ, Кацуми Нисикава                                               |                                                                            |
| 1971                                                                       | «Трактат: исповедь актрисы»                                                | 告白的女優論                                                               | Kokuhakuteki joyuron                                                       | Confession, theory, actress                                                | Ёсисигэ Ёсида                                                              | Макико Исаку                                                               |
| 1976                                                                       | «Летнее расставание» (ТВ сериал)                                           | さよならの夏                                                               | Sayonara no natsu                                                          |                                                                            |                                                                            | Аяко Миносима                                                              |
| 1976                                                                       | «Красная судьба» (ТВ сериал)                                               | 赤い運命                                                                   | Akai unmei                                                                 |                                                                            | Ясуо Фурухата, Сокити Томимото, Такаси Номура                              | Мияко Ямамура                                                              |
| 1980-е годы                                                                |                                                                            |                                                                            |                                                                            |                                                                            |                                                                            |                                                                            |
| 1983                                                                       | «Трагедия W» (ТВ фильм)                                                    | Wの悲劇                                                                    | Daburyū no Higeki                                                          | Murder at Mt. Fuji / The Tragedy of W                                      | Синъити Камосита                                                           | Тосиэ Вацудзи                                                              |
| 1983                                                                       | «Козёл отпущения» (ТВ сериал)                                              | 蒲田行進曲                                                                 | Kamata kôshinkyoku                                                         | Fall Guy                                                                   | Кёхэй Цука                                                                 |                                                                            |
| 1983                                                                       | «Жизнь и творчество Ясудзиро Одзу» (док.)                                  | 生きてはみたけれど 小津安二郎物語                                          | Ikite wa mita keredo — Ozu Yasujirô monogatari                             | The Life and Works of Yasujiro Ozu                                         | Кадзуо Иноуэ                                                               | интервью с актрисой                                                        |
| 1990-е годы                                                                |                                                                            |                                                                            |                                                                            |                                                                            |                                                                            |                                                                            |
| 1990                                                                       | «Коскэ Киндаити. Глава 11: Дьявольская считалочка» (ТВ сериал)             | 名探偵・金田一耕助シリーズ・悪魔の手毬唄                                   | Meitantei Kindaichi Kôsuke Series 11: Akuma no temari-uta                  | The Kôsuke Kindaichi Series 11: The Devil’s Song                           | Икуо Сэкимото                                                              | Рика Аоти                                                                  |
| 1993                                                                       | «Три поколения меча Ягю» (ТВ сериал)                                       | 徳川武芸帳 柳生三代の剣                                                    | Tokugawa bugei-chô: Yagyû san-dai no ken                                   | Three Generations of the Yagyū Sword                                       | Акинори Мацуо, Масахико Окумура, Масахиса Саданага                         | мать Мунэнори                                                              |
| 1996                                                                       | «Как насчёт вступления в брак?» (ТВ сериал)                                | 結婚はいかが?                                                              | Kekkon wa ikaga?                                                           |                                                                            | Мицуру Хиросэ                                                              |                                                                            |
| 1999                                                                       | «Асука» (ТВ сериал)                                                        | あすか                                                                     | Asuka                                                                      | Sweet Ambition                                                             | Фумитака Тамура                                                            | Сино Фудзиёси                                                              |
| 2000-е годы                                                                |                                                                            |                                                                            |                                                                            |                                                                            |                                                                            |                                                                            |
| 2001                                                                       | «Закрытая палата»                                                          | いのちの海                                                                 | Inochi no umi                                                              | Closed Ward                                                                | Сусуму Фукухара                                                            | доктор Такасэ                                                              |
| 2007                                                                       | «Мама, извини что я родился» (ТВ фильм)                                    | お母さん、ぼくが生まれてごめんなさい                                       | Okaasan, Boku ga Umarete Gomen Nasai                                       |                                                                            | Тадаюки Хасама                                                             | мать                                                                       |
| 2008                                                                       | «Мечтательная прогулка»                                                    | 夢のまにまに                                                               | Yume no mani mani                                                          | Dreaming Awake                                                             | Такэо Кимура                                                               | Эми Кимуро                                                                 |
| 2010-е годы                                                                |                                                                            |                                                                            |                                                                            |                                                                            |                                                                            |                                                                            |
| 2010                                                                       | «Женщина-прокурор округа Киото» (ТВ сериал, 6-й сезон, 1 эпизод)           | 京都地検の女                                                               | Kyôto chiken no onna                                                       | The Woman Prosecutor of Kyôto                                              | Итиро Исикава                                                              | Кэйко Цурумару                                                             |
| 2017                                                                       | «Мирный дом» (ТВ мини-сериал)                                              | やすらぎの郷                                                               | Yasuragi no sato                                                           | Peaceful Home                                                              | М. Фудзита, Ю. Абэ, Х. Икэдзоэ, А. Караки                                  | Синобу Ойкава                                                              |